# Chrysler 75
La 75 è un'autovettura mid-size prodotta dalla Chrysler nel 1929. Nel 1930 il modello fu rinominato Chrysler 77.

## Storia
La vettura era dotata di un motore a valvole laterali e sei cilindri in linea da 4.078 cm³ di cilindrata che sviluppava 84 CV di potenza. Il propulsore era anteriore, mentre la trazione era posteriore. Il cambio era a tre rapporti mentre la frizione era monodisco a secco. I freni erano idraulici sulle quattro ruote.
Nel 1930, in occasione del cambio del nome, il corpo vettura fu rivisto e vennero introdotti un motore da 4.398 cm³ e 93 CV ed un cambio a quattro rapporti. Della Chrysler 75 ne furono assemblate 48.850 unità, mentre di Chrysler 77 ne furono prodotti 9.913 esemplari.